# Konstantynów Łódzki
Konstantynów Łódzki è una città polacca del distretto di Pabianice nel voivodato di Łódź.
Ricopre una superficie di 26,87 km² e nel 2006 contava 17 564 abitanti.